# Нанси Дрю и скритото стълбище (филм, 2019)
„Нанси Дрю и скритото стълбище“ (на английски: Nancy Drew and the Hidden Staircase) е американска тийнейджърска мистериозна комедия от 2019 г. на режисьора Кат Шей, базиран на едноименната книга от Каролийн Кийн, който по-рано е адаптирана за филма от 1939 г. Филмът, продуциран от A Very Good Production и Red 56 и разпространен от Уорнър Брос Пикчърс, главната роля се изпълнява от София Лилис в ролята на Нанси Дрю, която разследва изоставена къща.
„Нанси Дрю и скритото стълбище“ е пуснат в Съединените щати на 15 март 2019 г. от „Уорнър Брос Пикчърс“. Филмът получава смесени отзиви от критиците, които похвалиха изпълнението на Лилис.

## Актьорски състав
- София Лилис – Нанси Дрю
- Зоуи Рене – Джордж Фейн
- Маккензи Греъм – Бес Марвин
- Лора Слейд Уигинс – Хелън Корнинг
- Сам Трамел – Карсън Дрю
- Линда Лавин – Флора
- Андреа Андерс – Хана Груен
- Джеси Бойд – Уили Уортън
- Джей ДеВън Джонсън – Шериф Марчбанкс
- Андрю Матю Уелч – Патрик
- Джон Бридъл – Нейт
- Джон Дохърти – господин Барнс
- Евън Кастелоу – Дерек

## В България
В България филмът е излъчен по bTV на 6 август 2022 г. в събота от 16:00 ч. Дублажът е войсоувър в Саунд Сити Студио и екипът се състои от:
| Озвучаващи артисти  | София Джамджиева Мина Костова Чавдар Монов Кирил Ивайлов Момчил Степанов |
| Преводач            | Наталия Янакиева                                                         |
| Тонрежисьор         | Светослав Димитров                                                       |
| Режисьор на дублажа | Тодор Георгиев                                                           |